# Lill-Skärvången
Lill-Skärvången är en sjö i Krokoms kommun i Jämtland och ingår i Indalsälvens huvudavrinningsområde. Sjön har en area på 2,18 kvadratkilometer och ligger 326,3 meter över havet. Sjön avvattnas av vattendraget Skärvångsån (Djupvattsån).

## Delavrinningsområde
Lill-Skärvången ingår i det delavrinningsområde (708389-143000) som SMHI kallar för Utloppet av Lill-Skärvången. Medelhöjden är 359 meter över havet och ytan är 10,08 kvadratkilometer. Räknas de 12 avrinningsområdena uppströms in blir den ackumulerade arean 160,43 kvadratkilometer. Skärvångsån (Djupvattsån) som avvattnar avrinningsområdet har biflödesordning 3, vilket innebär att vattnet flödar genom totalt 3 vattendrag innan det når havet efter 283 kilometer. Avrinningsområdet består mestadels av skog (69 procent). Avrinningsområdet har 2,17 kvadratkilometer vattenytor vilket ger det en sjöprocent på 21,5 procent.